# Mahbub ul Haq
Mahbub ul Haq (ur. 22 lutego 1934, zm. 16 lipca 1998) – pakistański ekonomista, współtwórca (razem z przyjacielem ze studiów, Amartya Senem) Teorii Rozwoju Ludzkiego, twórca wskaźnika rozwoju społecznego, w latach 1970–1982 szef departamentu planowania politycznego Banku Światowego, w latach 1982–1984 Minister Finansów Pakistanu.

## Wybrane prace
- 1963 – The Strategy of Economic Planning (pol: Strategia ekonomicznego planowania)
- 1976 – The Poverty Curtain (pol: Zasłona nędzy)
- 1995 – Reflections on Human Development (pol: Refleksje nad ludzkim rozwojem)